# Actinocymbe
Actinocymbe es un género de hongos en la familia Chaetothyriaceae.